# Чернявский, Осип
Осип Чернявский — русский писатель

 XVIII века. 
О его детстве информации практически не сохранилось, да и прочие биографические сведения о нём практически отсутствуют; известно лишь, что Осип Чернявский является автором комедии в одном действии «Купецкая компания», которая была напечатана в 1788 году в «Российском Феатре» (иначе «Полное собрание всех Российских Феатральных сочинений»), издававшемся в столице Российской империи Императорской Санкт-Петербургской Академией Наук (часть ХХVII, страницы 149—208), а также дважды изданной отдельно: в 1780 и 1786 годах в Москве.